# Mum and the Sothsegger
Mum and the Sothsegger est un poème allitératif en moyen anglais rédigé dans les premières années du XVe siècle. Il est fondé sur l'opposition entre deux grands principes : le silence (keeping mum signifie « rester silencieux ») et la parole (sothsegger, « diseur de vérité », est étymologiquement lié à l'anglais moderne soothsayer). Le narrateur s'efforce de découvrir lequel des deux est le meilleur au fil d'une série de vignettes dont le sothsegger ressort clairement vainqueur. Le roi Henri IV et sa cour n'échappent pas à la critique du poète anonyme.
L'unique copie subsistante de Mum and the Sothsegger figure dans un manuscrit conservé à la British Library sous la cote BL Additional 41666. Le début et la fin du poème manquent.